# Xã South Ottawa, Quận LaSalle, Illinois
Xã South Ottawa (tiếng Anh: South Ottawa Township) là một xã thuộc quận LaSalle, tiểu bang Illinois, Hoa Kỳ. Năm 2010, dân số của xã này là 8.290 người.